# Yosuke Ideguchi
Yosuke Ideguchi (Fukuoka, 23 de agosto de 1996) é um futebolista japonês que atua como Meio-campo no Vissel Kobe.

## Seleção
Yosuke Ideguchi fez parte do elenco da Seleção Japonesa de Futebol nas Olimpíadas de 2016.